# Capparis pringlei
Capparis pringlei là một loài thực vật có hoa trong họ Capparaceae. Loài này được Briq. mô tả khoa học đầu tiên năm 1914.